# Yves Mussat
Pour les articles homonymes, voir Mussat.
 Yves Mussat, né le 9 juillet 1921 à Gagny et mort le 3 juillet 1995 à Chamonix, est un skieur alpin français.

## Biographie
Il est le fils d'Henri Mussat, ingénieur ECP passionné de ski qui est le président de Ski Club de Paris, et de Geneviève Millet. Ses frères (Jean-Pierre et Alain) et lui vont remporter de nombreux titres de champions de Paris à partir de 1937.
En février 1947, il prend la 7e place des championnats du monde universitaires à Davos.
En 1952, il participe aux championnats de France à Val d'Isère. La descente est organisée sur la mythique Face de Bellevarde. C'est la première descente jamais organisée sur cette piste dont le télécabine vient juste d'être mis en place. La pente vertigineuse et les conditions météo défavorables font renoncer une trentaine de concurrents à prendre le départ. De nombreuses chutes se produisent et un ouvreur est gravement blessé. Néanmoins Yves Mussat l'emporte et est sacré champion de France de descente devant André Simond,,. Il devance ainsi tous les membres de l'équipe de France sélectionnés pour les Jeux olympiques d'Oslo qui suivent en 1952 : James Couttet le vice-champion du monde en titre, Henri Oreiller le champion olympique en titre, Maurice Sanglard le double champion de France en titre, et Guy de Huertas. Plus aucune descente ne sera organisée sur cette piste pendant 40 ans, jusqu'aux Jeux olympiques d'Albertville en 1992, où Patrick Ortlieb remportera la descente devant Franck Piccard. Yves Mussat rejoint ainsi son frère Jean-Pierre champion de France de descente en 1944.

## Palmarès

### Championnats du monde universitaires
| Épreuve / Édition   | Slalom |
| Mondiaux 1947 Davos | 7e     |

### Grandes classiques internationales (avant la création de la coupe du monde)[7]
Les tops-20 qui suivent sont une vue très partielle de l'ensemble de ses performances.
- 1954 :
  - 1er avril: 16e de la descente de Cervinia

### Championnats de France[8]
| Édition / Epreuve                 | Descente | Slalom | Combiné      |
| --------------------------------- | -------- | ------ | ------------ |
| Championnats 1944 Serre-Chevalier | 25e      | 19e    | non attribué |
| Championnats 1947 Megève          | 40e      | 23e    | -            |
| Championnats 1948 Superbagnères   | 17e      |        |              |
| Championnats 1952 Val d'Isère     | Or       |        |              |
| Championnats 1954 Barèges         | < 10e    |        |              |